# St. John's
St. John's je glavno mesto karibske otoške države Antigva in Barbuda ter s približno 22.000 prebivalci (po popisu leta 2011) daleč največje naselje v tej državi, kjer živi četrtina vseh njenih prebivalcev. Stoji ob severovzhodni obali otoka Antigva, večjega od obeh glavnih otokov, na kraju, kjer obala tvori ugodno naravno pristanišče.
Je upravno, prometno in gospodarsko središče države; mestno gospodarstvo sloni na turizmu in cilja na petične goste s prestižnimi hoteli, igralnicami in pristani za potniške križarke. Poleg tega je center investicijskega bančništva, saj je Antigva in Barbuda znana kot davčna oaza. Med regionalno pomembnimi ustanovami v St. John'su sta Ameriška univerza v Antigvi s programom medicine in Vzhodnokaribska uprava za civilno letalstvo. Najpomembnejše mestne znamenitosti so anglikanska stolnica sv. Janeza, utrdba Fort James ob vhodu v pristanišče in zgodovinski svetilnik na otočku pred obalo.
Kraj, kjer zdaj stoji St. John's, so prvi naselili angleški kmetovalci leta 1632 in pričeli pridelovati tobak, ingver in sladkorni trs. Naselje je bilo že od začetka upravno središče otoka. Od osamosvojitve izpod Združenega kraljestva je St. John's glavno mesto samostojne Antigve in Barbude.